# Nyplöjd mark
Nyplöjd mark är en roman av Michail Sjolochov. Den skildrar jordbrukskollektiviseringen bland donkosackerna. Romanen utgör första delen av två, varav den andra gavs ut på svenska under namnet Skörd vid Don.